# 西原バイパス (国道329号)
西原バイパス（にしはらバイパス）は、沖縄県中頭郡中城村と同郡西原町を2030年（令和12年）度につなぐ予定の、国道329号のバイパスである。

## 概要
中城村津覇を起点とし、西原町小那覇で与那原バイパスにつながる、4車線のバイパスである。延長は約3.6kmを予定しており、設計速度は60km/hである。

## 歴史
ルート案には、次の３つがあった。
- 全線バイパス案（A案）
- 部分バイパス+現道拡幅案（B案）
- 現道拡幅案（C案）

しかし、速達性等の評価により、A案がルート帯となった。
- 2021年（令和3年）: 新規事業化。

## 建設の目的
現道の国道329号は沖縄本島東海岸唯一の幹線道路であるが、狭小幅員を4車線で供用しており、右折レーンのない区間もあるため、混雑することが多い。また、小那覇交差点付近は大雨時冠水しやすく、代替道路もないために災害に弱かったが、当バイパスの建設により、現道の混雑解消や、交通事故の危険性の軽減、小那覇工業団地のアクセス時間の短縮が期待される。

## 大型MICE施設・マリンタウンとの関係
中城湾港マリンタウン地区に建設される大型MICE施設の最寄りICは南風原北ICとなるため、西原町内や中城村等からの客が車で来る際には、将来的には当バイパスを利用することになる。

### 沖縄県大型MICE施設
西原町、与那原町に建設され、敷地面積は約14.5haに及ぶ。そのうち72,000m2が施設の延床面積となる。2020年3月のエンドユーザー調査では「交通利便性の改善が求められている」ということが明らかとなり、このような面でも西原バイパスの整備が必要であると言える。

## 路線状況

### 周辺
- 小那覇工業団地
- 南西石油製油所
- 西原浄化センター

### 地理
- 中城湾

### 交差する道路
- 国道329号
- 国道331号